# Hysterangiales
Las Hysterangiales son una orden de fungi perteneciente a la clase Agaricomycetes, subclase Phallomycetidae. De acuerdo con estudios de 2008, la orden contiene 5 familias, 18 géneros y 114 especies.